# Державний архів Чернігівської області
Держа́вний архі́в Черні́гівської о́бласті — головна архівна установа Чернігівської області, структурний підрозділ Чернігівської обласної державної адміністрації, який підпорядкований голові обласної державної адміністрації, а також підзвітний і підконтрольний Державній архівній службі України.
Корпус № 1 архіву розташовується в культовій споруді Чернігова — колишньому Будинку архієпископа, що був споруджений 1780 року на території Чернігівського дитинця.

## Історія
З 1896 по 1919 рік працювала Чернігівська губернська вчена архівна комісія.
У вересні 1921 року в складі Народного комісаріату освіти УСРР утворюється Головне архівне управління, на місцях — губернські архівні управління. У травні 1922 року в Чернігові утворено архівне управління.
З січня 1923 по березень 1923 року Чернігівським губернським архівним управлінням був організований Чернігівський губернський історичний архів.
У серпні 1925 року Чернігівський губернський історичний архів був реорганізований у Чернігівський окружний історичний архів, у листопаді 1926 року — у Чернігівський крайовий історичний архів. В той час архів знаходився в наступних спорудах:
1. Будинок колишнього дворянського зібрання.
2. Будинок Мазепи на Валу (Будинок полкової канцелярії).
3. Будинок архіву колишнього Окружного суду.
4. Будинок архіву духовної консисторії в Єлецькому монастирі.

1 березня 1932 року на базі крайового історичного архіву і місцевої архівної управи був утворений Чернігівський обласний державний історичний архів, який у грудні 1938 року перейшов у відання НКВС УРСР.
26 серпня 1940 року Чернігівський обласний історичний архів був перейменований в Обласний державний архів УНКВС у Чернігівській області, а в 1941 року — у Державний архів Чернігівської області.
23 вересня 1945 року після німецько-радянської війни були повернуті з евакуації архівні документи Чернігівського облдержархіву.
4 жовтня 1958 року Державний архів Чернігівської області перейменовано на Чернігівський обласний державний архів.
У 1980 році архів перейменований у Державний архів Чернігівської області.

Колишні сховища архіву
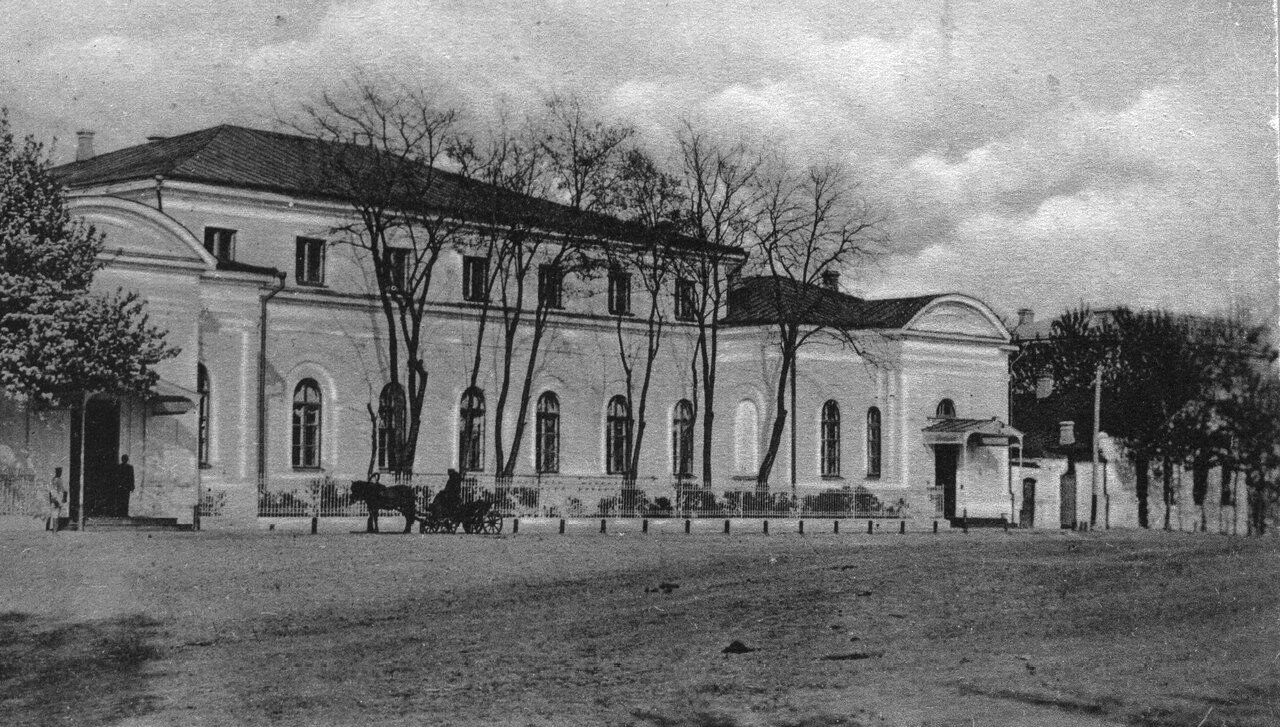
Будівля Чернігівського Губернського Дворянського зібрання, 1859–1870 рр. Зруйнована в 1941 р.
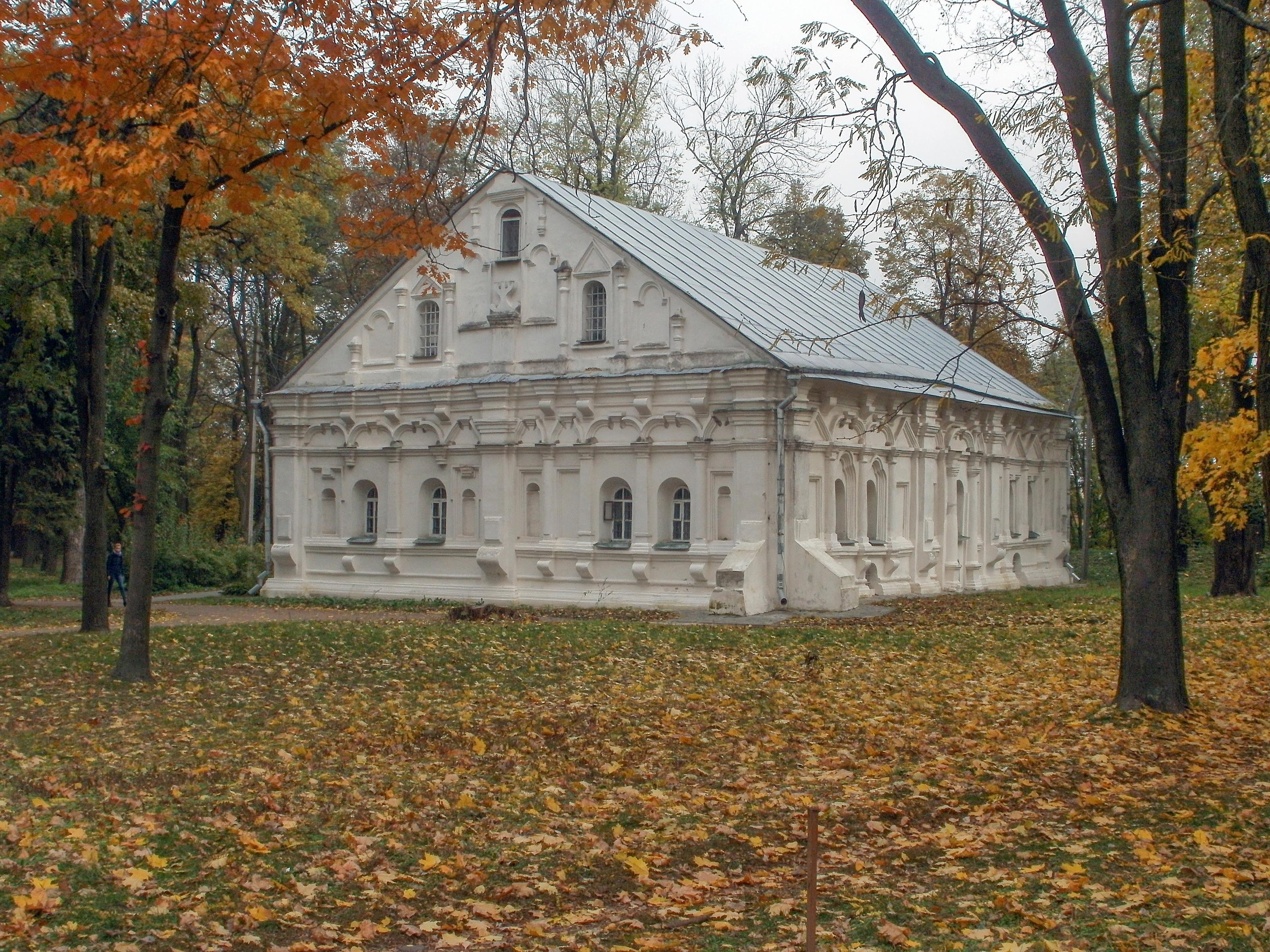
Будинок полкової канцелярії

## Фонди
У Державному архіві Чернігівської області зберігаються документи Національного архівного фонду України з кінця XVIII століття до теперішнього часу, окремі документи датуються XVII — першою половиною XVIII століття.
Найдавніші (XVII—XVIII століття) документи дорадянського періоду зосереджені у фонді Чернігівського губернського дворянського депутатського зібрання. Серед них універсали гетьманів, документи з печатками Чернігівської полкової канцелярії, полку Малоросійського війська тощо.

### Документи дорадянського періоду
- Фондів офіційного походження — 863, одиниць зберігання — 419 007, починаючи з XVII століття;
- Особових фондів та колекцій — 14, одиниць зберігання — 583.

### Документи радянського періоду та періоду незалежності
- Фонди офіційного походження — 9173, одиниць зберігання — 1 414 222;
- Особові фонди та колекції — 134, одиниць зберігання — 11245.

### Інші документи
- Фотодокументи — 15822 одиниць зберігання / 32852 одиниць обліку;
- Фонодокументи — 147 одиниць зберігання / 450 одиниць обліку;
- Кінодокументи — 17 одиниць зберігання / 58 одиниць обліку;
- Відеодокументи — 12 одиниць зберігання / 49 одиниць обліку.
- До унікальних документальних пам'яток віднесено 10 документів з 9 одиниць зберігання; до особливо цінних — 11 749 одиниць зберігання зі 149 фондів та 485 одиниць зберігання фотодокументів.

### Науково-довідкова бібліотека
У фонді науково-довідкової бібліотеки архіву станом на 1 січня 2015 року зберігалося 16 912 книг і брошур, 706 річних комплектів журналів, 3524 підшивок газет за 1751—2013 роки.

## Очільники
•  1923 - 1925: Василь Васильович Дубровський (19.95.1897 - .04.1966). Народився на Лісковиці, в передмісті міста Чернігова. Син священика, закінчив місцеве духовне училище, а в 1919 році Ніжинський історико-філологічний інститут. В 1923–1925 роках Василь Васильович навчався в аспірантурі та захистив дисертацію на тему «Селянські рухи на Україні після 1861 року». До 1925 року викладав історію України в Чернігівському інституті народної освіти. 2 січня 1923 року викладача інституту народної освіти, завідувача бібліотечного і клубного відділу губполітпросвіту В. Дубровського було представлено на посаду завідувача губернського історичного архіву в Чернігові. У листопаді 1933 року професора В. Дубровського заарештували, звинуватили в «буржуазному націоналізмі», а в 1934 році засудили до ув’язнення в сталінських таборах, де він перебував із червня 1934 року по 1939 рік. Під час другої світової війни залишився на окупованій території, а згодом опинився за кордоном – спочатку в Німеччині, потім у США. Саме там він активно займався дослідницькою та громадською діяльністю.
•  1925 - 1927: Павло Костянтинович Федоренко (19.11.1880 - 1962). Народився він у сім’ї міщанина  в с. Янівка Глухівського повіту Чернігівської губернії. Батько жив в місті Ямпіль Чернігівської губернії (нині Глухівський район Сумської області), був хліборобом. Саме там Павло Федоренко отримав початкову освіту – закінчив початкову школу і нижчу початкову сільськогосподарську школу на хуторі Воздвиженськ поблизу Ямполя. Екстерном склав іспит на звання вчителя початкової школи, а пізніше – на звання вчителя двокласної сільської школи. Ці звання дали П. Федоренку можливість розпочати в 1900 році вчительську діяльність на Волині, де він працював у початкових сільських школах 8 років. Склав екстерном іспит на атестат зрілості при чоловічій гімназії в місті Острог на Волині, а потім вступив до Київського університету, історичне відділення якого закінчив у 1915 році. Працює на педагогічній ниві до 1946 року. Паралельно з педагогічною діяльністю, у більшості випадків за сумісництвом, П. Федоренко працював і в інших закладах. Так, з 1923 до 1934 року він працював в архівних закладах міста Чернігова на посадах завідувача історичним архівом і старшого наукового співробітника архіву. У 1933–1934 роках був науковим співробітником Чернігівського кабінету Академії наук по вивченню Полісся, з 1936 року працював в Чернігівській міській раді на посаді референта (в міськплані). 4 жовтня 1938 року Павла Федоренка було заарештовано Чернігівським обласними управлінням НКВС за, начебто, керівництво антирадянською українською націоналістичною повстанською організацією. З 14 жовтня 1938 року по 14 жовтня 1943 року за постановою НКВС він відбуває адміністративну висилку в Казахстані (місто Казалинськ). Під час висилки та 2 роки після неї, а саме з 16 січня 1942 року по 15 вересня 1945 року, викладає математику в Казалинському педагогічному училищі. Тільки 16 травня 1959 року Федоренка П.К. було реабілітовано. Через 3 роки він помирає в місті Києві.
• липень 1927 року - травень 1928 року: Тимофій Степанович Трегубов (1881 - 1937?). Українець за походженням, народився в 1881 році в місті Ічня на Чернігівщині. Ймовірно, в 1920–1930-х роках переїхав до с. Вересоч Куликівського району. На відміну від багатьох інших селян, володів грамотою. Тимофія Трегубова було засуджено за контрреволюційну діяльність у 1937 році. За вироком від 29 листопада 1937 року підлягав розстрілу.
• 1928–1931 роки: Віленський Ф.М.
• 1931 - 1932 роки: Юдашкін З.І.
• 1932 - 1936 роки: Кобець Павло Дем’янович (16.01.1878 - 1944). Народився  в с. Роїще (сьогодні Чернігівський район), за соціальним походженням селянин-бідняк. Працював чорноробом на цукровому заводі Бродського в Одесі. Брав участь у червоно-партизанському русі в 1917–1918 роках. У 1918 році очолив сільський ревком у рідному с. Роїще. Після революції був службовцем. В 1924 році Кобець П.Д. працював завідувачем Чернігівського окрсовбезу, в 1927 році – очолював Чернігівський спиртово-горілчаний завод, в 1930 році – начальник Конотопської районної контори будівництва державних об’єктів. 23 листопада 1939 року був засуджений на 5 років заслання до Казахстану за «активну участь в антирадянській троцькістській організації». Помер у Казахстані в 1944 році. Реабілітовано у 1956 році.
• 1936 - вересень 1937 року: Чмель А.Ф.
• 1937 - 1941 роки: Вострікова Варвара Олександрівна. Росіянка за національністю, із селян, народилася в 1912 році в с. Красиве Мічурінського району Тамбовської області. У 1937 році закінчила Московський історико-архівний інститут. Після початку радянсько-німецької війни евакуйована в Ульянівськ. Станом на 1 червня 1946 року Варвара Вострікова – начальник архівного відділу НКВС із військовим званням «старший лейтенант».
• 1943- липень 1944 року: Халімонова  Ніна Іванівна. Народилася в 1914 році, в місті Чернігові. У 1931 році закінчила Чернігівський педтехнікум за спеціальністю «викладач початкових класів». В архіві працювала з 27 жовтня 1934 року. Спеціальну архівну підготовку проходила в місті Києві (у 1936 році закінчила 3-х місячні Київські курси керівних працівників). Шлях співробітника архіву розпочала згідно із наказом від 27 жовтня 1934 року № 42 із посади асистента, відповідно до наказу від 2 лютого 1935 року № 7 – старшого асистента. Відповідно до наказу від 1 листопада 1943 року № 24 ГА УНКВС по Чернігівській області Халімонова Н.І. тимчасово приступила до виконання обов’язків директора архіву-старшого наукового співробітника. А вже з 24 липня 1944 року Ніна Іванівна приступила до виконання обов’язків начальника відділу дореволюційних фондів.
• липень 1944 - липень 1946 року: Седлецька Євгенія Григорівна. Наказом архівного управління МВС від 24 вересня 1948 року Седлецьку Є.Г. із 25 вересня цього ж року призначено директором філіалу архіву в місті Прилуки.
• липень 1946 - червень 1947 року: Алесенко Павло Максимович. Із міщан, народився в місті Чернігові в 1921 році. В архіві працював із 7 серпня 1938 року архіваріусом, пізніше – інструктором обласного архівного відділу МВС. Залишив останню посаду у вересні 1939 року у зв’язку з призовом до лав Червоної армії. Звільнено у зв’язку з підготовкою Алесенка П.М. до вступу у ВУЗ. На підставі рішення суду від 20 лютого 1948 року Алесенко П.М. був засуджений на 2 роки й 19 березня 1948 року заключний під варту.
• червень 1947  - січень 1951 року: Грайфер Тетяна Михайлівна. Народилася в 1898 році у с. Стольне на Чернігівщині, за національністю єврейка, із службовців. У 1932 році закінчила історичний факультет Чернігівського інституту народної освіти. Член ВКП(б) із 1940 року. До роботи в архіві працювала директором учбового комбінату облторфвідділу. Після звільнення з посади директора архіву, на підставі відношення ОК УМВС з 2 січня 1951 року Грейфер Т.М. призначена на посаду старшого наукового співробітника архіву.
• січень 1951  - вересень 1957 року: Малкієль Семен Веніамінович. Народився в 1914 році, військове звання – капітан, нагороджений орденом Червоної Зірки.
• листопад 1957  - жовтень 1965: Плетньов Ігор Олександрович. Народився 18 травня 1931 року в місті Бежиця Брянської області (сьогодні один із районів міста Брянськ). За національністю – росіянин, соціальний стан – робітник. Під час другої світової війни разом із сім’єю був евакуйований в місто Красноярськ. З евакуації сім’я повернулася в листопаді 1944 року. У 1951 році І. Плетньов закінчив школу, а в 1952 році вступив до Московського історико-архівного інституту, який закінчив у 1957 році, здобувши кваліфікацію історика-архівіста. Володів німецькою мовою. З серпня 1957 року - на посаді старшого наукового співробітника відділу фондів Жовтневої революції.
• жовтень 1965 - 1973 роки: Яцура Михайло Терентійович. Народився 16 вересня 1913 року в с. Кукшин Ніжинського району Чернігівської області в родині селянина. Після закінчення семирічної школи в 1928 році навчався в Ніжинському педагогічному педтехнікумі. У зв’язку з переводом Ніжинського педтехнікуму в місто Прилуки, перевівся в Ніжинський педінститут. Спочатку навчався на історико-економічному факультеті, пізніше – на економічному, який закінчив у 1935 році. Із серпня 1935 року до вересня 1936 року працював в місті Полтаві вчителем історії й економічної географії у середній школі. У 1936 році виїхав на 2 роки в Оренбурзьку область, де працював директором семирічної школи. У 1938 році повернувся на Україну. Жив у рідному селі, а потім у місті Чернігові. Із березня 1939 року працював у редакції газети «Молодий комунар», із 1940 року – в апараті обкому комсомолу. Із початком радянсько - німецької війни був евакуйований в Казахстан (Актюбінську область). На комсомольську роботу повернувся в 1943 році, на якій і залишався до 1944 року. Потім – робота в облвиконкомі (з невеликою перервою) до 1948 року. Із цього часу, більше 10 років, працює в історичному музеї завідувачем відділу та заступником директора. В архіві спочатку працював заступником директора з виконанням обов’язків директора, а потім – директором, пізніше – його заступником. 2 червня 1980 року саме з цієї посади в 67-річному віці звільнився за власним бажанням. Але незважаючи на поважний вік, Михайла Терентійовича запрошували на роботу в архів на різні тимчасово вакантні посади, або ж на посади працівників, які вибували у відпустку. Наприклад, в різний період він працював на посадах старшого архівіста, старшого методиста-інформатора та інших.
• 1973 - 1974: Юр’єв Борис Федорович. Народився 14 травня 1932 року в с. Красківське (сьогодні Ріпкинський район Чернігівської області) у родині вчителів. Після закінчення школи він вступає до Київського університету ім. Т.Г. Шевченка на історико-філософський факультет, який із успіхом закінчує в 1957 році. Майже одразу він прийшов працювати до Чернігівського обласного архіву.
• 1974 - 1991: Іващенко Іван Климович. Народився 6 травня 1920 року на Сосниччині. У 1939 році вступає до Конотопського вчительського інституту на філологічний факультет, але закінчити його не встиг – цього ж року у зв’язку із фінськими подіями потрапив до лав Червоної армії. Війну зустрів у місті Кутаїсі, а в листопаді 1941 року у складі артилерійського полку потрапив до міста Севастополь, був учасником оборони Севастополя 1941-1942 років. У червні 1942 року його було тяжко поранено. Довгий час лікувався. За проявлені під час оборони мужність та героїзм його нагороджено медалями «За відвагу» та «За оборону Севастополя». У мирний час (майже 30 років) І.К. Іващенко працює секретарем Понорницького, Коропського, Дмитрівського райкомів партії, парторгом, завідувачем відділу шкіл, науки та навчальних закладів Чернігівського обкому КПУ. Вищу освіту здобув в 1948 році, закінчивши Харківський педагогічний інститут ім. Г.С. Сковороди за спеціальністю «вчитель історії», політичну освіту – у харківській дворічній партійній школі. Крім медалей, нагороджений орденами Вітчизняної війни 1 ступеня, Трудового Червоного Прапора, Знак Пошани, Богдана Хмельницького III ступеня, відзнакою Президента України – медаллю «Захиснику Вітчизни», медалями «60 років визволення України від фашистських загарбників», «60 лет Победы в Великой Отечественной войне 1941-1945 гг.». У 1990 році рішенням колегії Головного архівного управління при Раді Міністрів СРСР і Президії ЦК профспілки працівників держустанов нагороджений знаком «Відмінник архівної справи». 18 вересня 2004 року Указом Президента України Іващенку Івану Климовичу присвоєно звання «полковник».
• березень 1991 - лютий 2000 р.: Зуб Тамара Іванівна. Народилася 2 травня 1943 року в с. Бобруйки Козелецького району Чернігівської області в сім’ї колгоспників. У 1967 році закінчила заочне відділення математичного факультету Київського педагогічного інституту ім. М. Горького. Трудову діяльність розпочала в 1960 році, працюючи в колгоспі на різних роботах. З 1961 року по 1970 рік працювала вчителем математики Бобруйської восьмирічної школи. З 1970 року по 1974 рік була на звільненій комсомольській роботі. Працювала в апараті Чернігівського обкому ЛКСМ України. З 1974 року по 1978 рік – консультант Будинку політосвіти Чернігівського обкому Компартії України. 
З 1978 року по 1980 рік Тамара Іванівна навчалася в Одеській вищій партійній школі. Із 1980 року по 1991 рік вона на партійній роботі – обиралася секретарем, другим секретарем, першим секретарем Деснянського райкому Компартії України міста Чернігова. Звільнена у зв’язку з виходом на пенсію. У 1985 році Т.І.Зуб нагороджено медаллю «Ветеран праці», у 1986 році – орденом Знак пошани. У 1997 та 1998 роках їй було оголошено Подяку Головного архівного управління при Кабінету Міністрів України. У 2000 році Тамара Іванівна нагороджена Почесною грамотою обласної державної адміністрації. Неодноразово обиралась депутатом Деснянської районної та Чернігівської міської Рад народних депутатів.
• квітень 2000 - квітень 2004: Неділя Анатолій Іванович. Народився 4 квітня 1944 року в місті Чернігові. З 1951 року по 1961 рік навчався в середній школі № 4 міста Чернігова, з 1961 року по 1962 рік – у Львівській школі кіномеханіків. Після її закінчення (по 1965 рік) працював кіномеханіком в кінотеатрі ім. М. Щорса міста Чернігова, з 1966 року по 1968 рік – шофером-кіномеханіком в облкінопрокаті. У 1966 році вступив на вечірнє відділення Чернігівського педагогічного інституту, а 1968 року перевівся до Київського університету ім. Т.Г. Шевченка (історичний факультет, заочне відділення), який закінчив у 1972 році. У цей час (із 1968 року по 1969 рік) працював слюсарем на комбінаті хімічних волокон в місті Чернігові, з 1969 року по 1973 рік – методистом, завідувачем бюро пропаганди обласного товариства охорони пам’ятників історії та культури, з 1973 року по 1974 року – завідувачем відділу Чернігівського історичного музею, з 1974 року по 1979 рік – інструктором організаційного відділу Деснянського райкому партії, з 1979 року по 1980 рік – інструктором Чернігівського міськкому партії, з 1980 року по 1982 рік – головою профспілки Чернігівського міського профспілкового комітету працівників культури, з 1982 року по 1990 рік – директором Чернігівського обласного історичного музею, з 1998 року по 4 квітня 2000 року – консультантом оргвідділу апарату облдержадміністрації. Звільнений із посади директора архіву у зв’язку з досягненням граничного віку проходження державної служби.
• квітень 2004 - понині. Воробей Раїса Борисівна. Народилася 19 травня 1965 року на станції Заслоново Лепельського району Вітебської області (Білорусь) у сім’ї військовослужбовця. У 1972 році Раїса Борисівна вступила до середньої школи № 16 міста Чернігова, але закінчила середню школу в Німецькій Демократичній Республіці за місцем проходження військової служби батьком. У 1987 році вона закінчила історичний факультет Чернігівського державного педагогічного інституту ім. Т.Г. Шевченка. Після закінчення інституту, за направленням, працювала вчителем історії в Добрянській середній школі Ріпкинського району Чернігівської області. Із 1988 року по 1998 рік Р. Воробей займала посади молодшого, а згодом старшого наукового співробітника Чернігівського державного архітектурно-історичного заповідника, також із 1998 року по 2002 рік працювала в інформаційно-аналітичному відділі, по роботі з об’єднаннями громадян та архівному відділі Чернігівської міської ради. У 2002–2004 роках вона слухач Національної академії державного управління при Президенті України (магістр державного управління), яку закінчила з відзнакою. Кандидат наук з державного управління (2009). Автор ряду наукових статей, публікацій та книг, член правління Спілки архівістів України, посол доброї волі штату Теннессі (США), Почесний громадянин міст Чаттануга та Джаспер (США). Очільник архіву нагороджена Подякою голови Держкомархіву України, Почесною грамотою голови обласної ради, Почесною грамотою Держкомархіву України, Почесною грамотою облдержадміністрації, Орденом Княгині Ольги III ступеня, нагрудним знаком Державної служби України «За сумлінну працю». Лауреат Другої премії із врученням диплома II ступеня конкурсу науково-методичних і науково-інформаційних робіт з архівознавства. Її відзначено премією ім. Василя Веретенникова в номінації – археографія, архівна евристика – з врученням диплома лауреата.

## Галерея

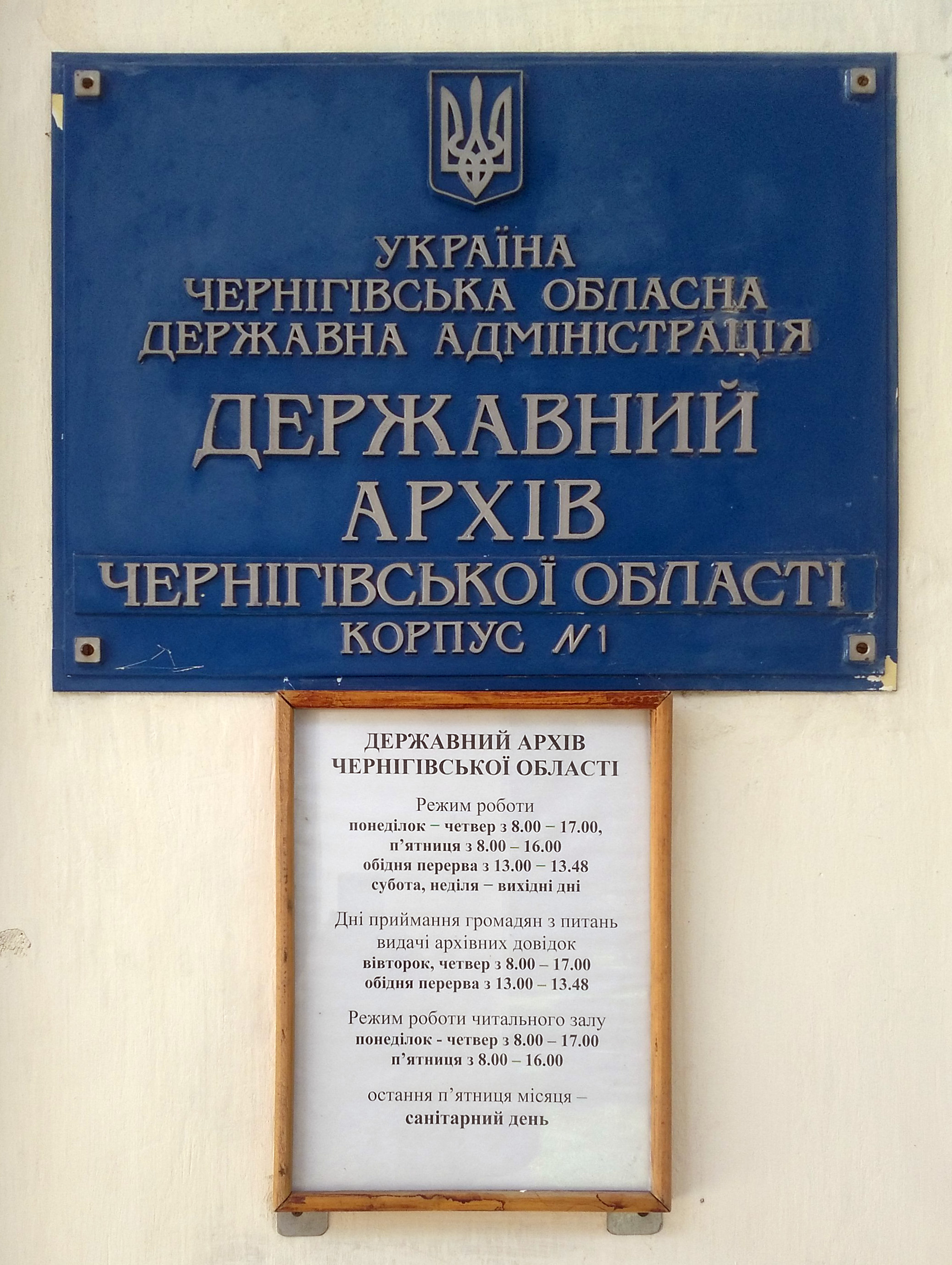
Вивіска архіву на корпусі № 1
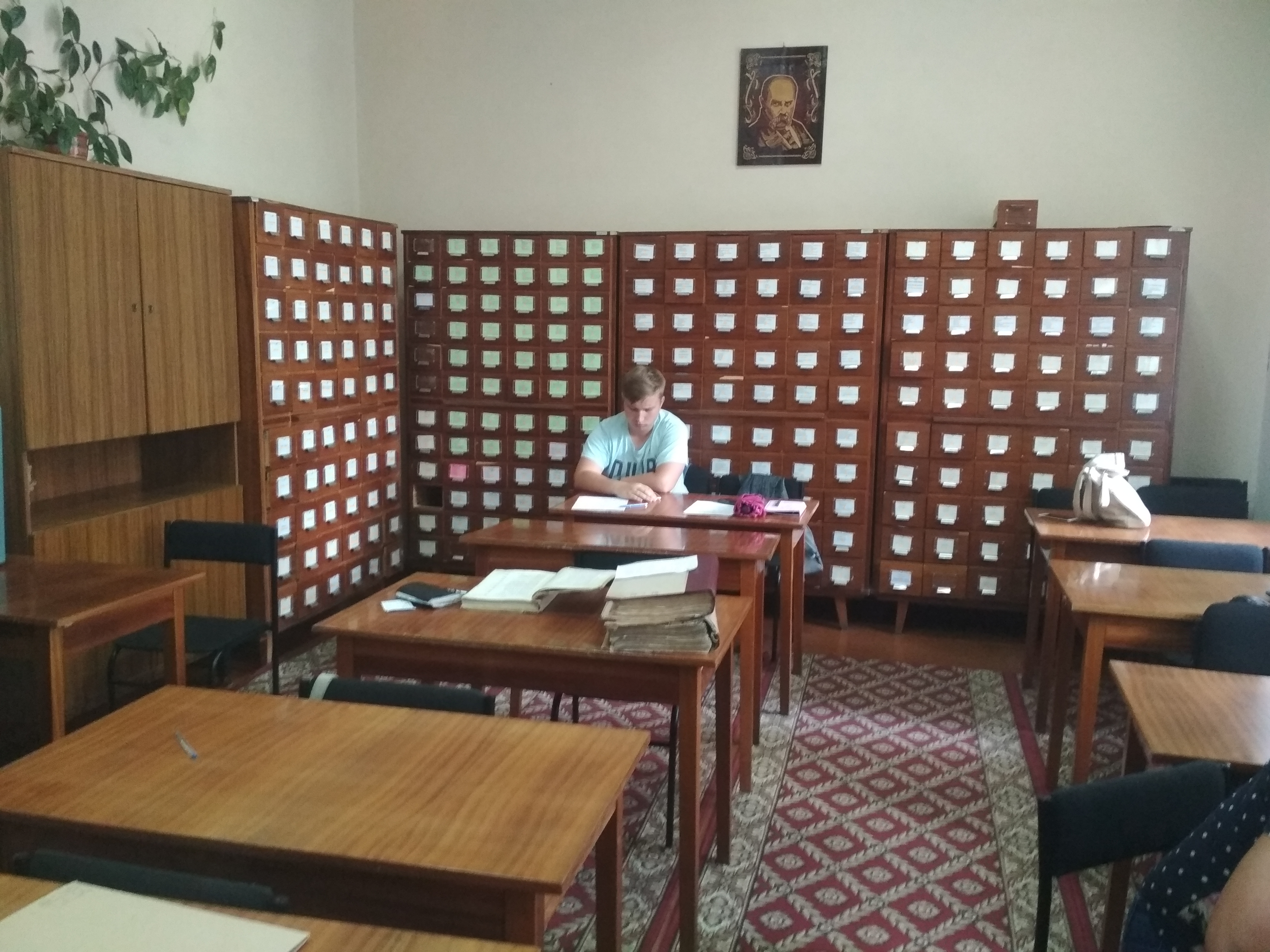
Корпус № 1, читальний зал
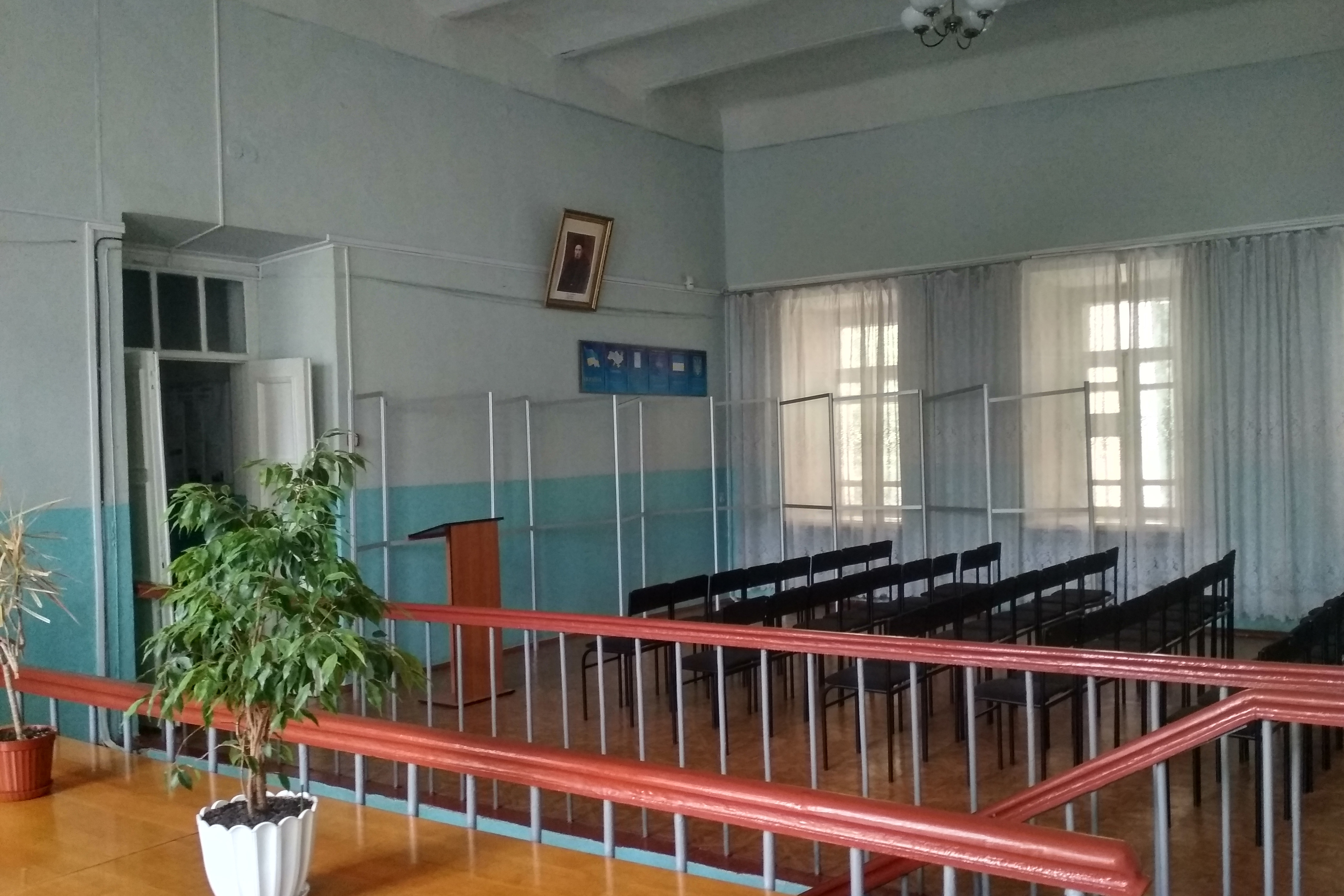
Корпус № 1, хол 2-го поверху
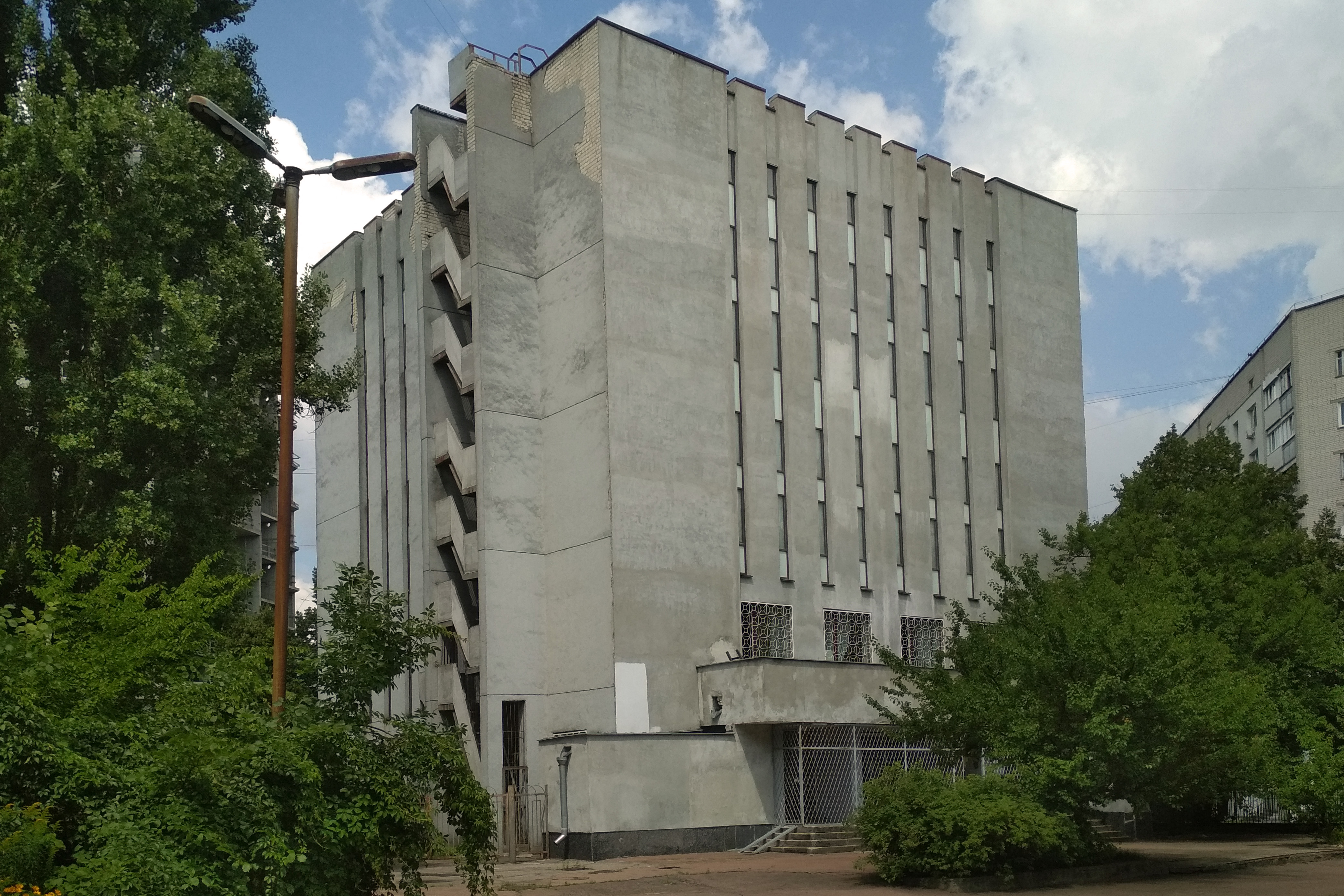
Корпус № 2, колишній партархів
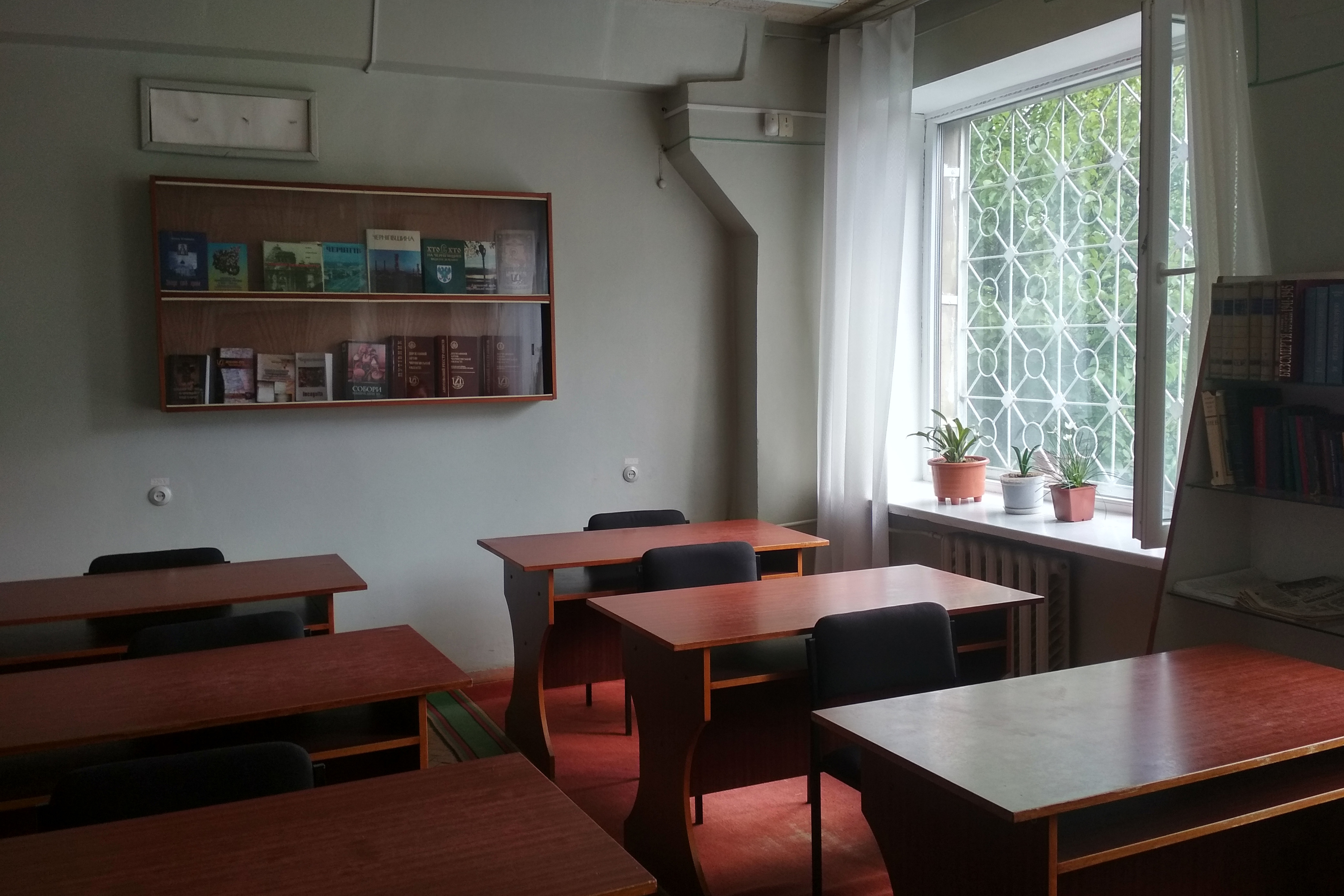
Корпус № 2, читальний зал

## Довідкові видання
- Государственный архив Черниговской области и его филиалы в городах Нежине и Прилуках. — К., Чернигов, 1963. (рос.)
- Державний архів Чернігівської області. Путівник. Т. 1. [Архівовано 28 липня 2018 у Wayback Machine.] / ред. колегія: Р. Пиріг (голова), Г. Боряк та ін. — Чернігів: РВК «Деснянська правда», 2001. — 600 с. — ISBN 966-502-137-0.
- Державний архів Чернігівської області. Анотований реєстр описів. — Т. 1. — Ч. 1 : Фонди дорадянського періоду [Архівовано 28 березня 2018 у Wayback Machine.] / відп. ред. Р. Воробей ; авт.-упоряд.: О. Баканова та ін. — Чернігів: РВК «Деснянська правда», 2005. — 408 с. — ISBN 966-502-283-0.
- Державний архів Чернігівської області. Анотований реєстр описів. — Т. 2. — Ч. 2. — Кн. 1 : Фонди партійних і комсомольських органів [Архівовано 6 березня 2022 у Wayback Machine.] / відп. ред. Р. Воробей ; авт.-упоряд.: Н. Коваль та ін. — Чернігів: Десна Поліграф, 2012. — 808 с. — ISBN 978-966-2646-79-5.
- Державний архів Чернігівської області. Анотований реєстр описів. — Т. 2. — Ч. 2. — Кн. 2 : Фонди партійних і комсомольських органів [Архівовано 6 березня 2022 у Wayback Machine.] / відп. ред. Р. Воробей ; авт.-упоряд.: Н. Коваль та ін. — [Б. м.], 2012. — 793 с.
- Державний архів Чернігівської області. Анотований реєстр описів. — Т. 2. — Ч. 2. — Кн. 3 : Фонди партійних і комсомольських органів [Архівовано 6 березня 2022 у Wayback Machine.] / відп. ред. Р. Воробей ; авт.-упоряд.: Н. Коваль та ін. — [Б. м.], 2012. — 476 с.
- Державний архів Чернігівської області. Анотований реєстр описів. — Т. 2. — Ч. 2. — Кн. 1 : Фонди радянського періоду [Архівовано 6 березня 2022 у Wayback Machine.] / відп. ред. Р. Воробей ; авт.-упоряд.: Н. Лобанова та ін. — Чернігів: Десна Поліграф, 2015. — 802 с. — ISBN 978-966-2646-79-5.
- Державний архів Чернігівської області. Анотований реєстр описів. — Т. 2. — Ч. 2. — Кн. 2 : Фонди радянського періоду [Архівовано 6 березня 2022 у Wayback Machine.] / відп. ред. Р. Воробей ; авт.-упоряд.: Н. Лобанова та ін. — Чернігів: Десна Поліграф, 2015. — С. 805—1640. — ISBN 978-966-2646-79-5.
- Державний архів Чернігівської області. Анотований реєстр описів. — Т. 2. — Ч. 2. — Кн. 3 : Фонди радянського періоду [Архівовано 6 березня 2022 у Wayback Machine.] / відп. ред. Р. Воробей ; авт.-упоряд.: Н. Лобанова та ін. — Чернігів: Десна Поліграф, 2015. — С. 1656—2451. — ISBN 978-966-2646-79-5.
- Державний архів Чернігівської області. Анотований реєстр описів. — Т. 2. — Ч. 2. — Кн. 4 : Фонди радянського періоду [Архівовано 6 березня 2022 у Wayback Machine.] / відп. ред. Р. Воробей ; авт.-упоряд.: Н. Лобанова та ін. — Чернігів: Десна Поліграф, 2015. — С. 2451–3489. — ISBN 978-966-2646-79-5.
- Державний архів Чернігівської області. Фонди, у складі яких містяться метричні книги [Архівовано 18 жовтня 2021 у Wayback Machine.] — [Б. м.], [б. д.]. — 2323 с.
- Державний архів Чернігівської області. Оцифровані описи [Архівовано 29 липня 2019 у Wayback Machine.]